# 門田洋子
門田 洋子（かどた ようこ、1942年（昭和17年）10月5日 - ）は、日本のアナウンサー。元徳島文理大学音楽学部教授。
愛媛県松山市。高知女子大学文学部英文学科卒業。

## 経歴
愛媛県北条市（現：松山市）で生まれ、学生時代から高知放送劇団員として活動、これを続けていくうちにアナウンサーに憧れて目指すようになる。
高知女子大学（現・高知県立大学）文学部英文学科を卒業し、大学卒業後の1965年（昭和40年）に南海放送に入社。
南海放送でテレビやラジオのアナウンサーを務め、1974年（昭和49年）に退社。その後、BS21ブライダルサービス取締役に就任し、南海放送ではラジオプレゼンターを務めた。また2013年（平成25年）からはエンディングカウンセラーとして活動を行う。

## 現在の出演
- 門田洋子の青春同窓会（南海放送ラジオ）

## 過去の出演

### テレビ番組
- 愛媛の広場
- 南海サロン

### ラジオ番組
- 夜のバラード（南海放送ラジオ）[1]
- でんわ急げポピュラータイム（南海放送ラジオ）[1]
- ワイヤング（南海放送ラジオ）
- さわやかるふむ（FM愛媛）[1]
- FM午後の歌謡曲（FM愛媛）[1]